# Oswald Schobel

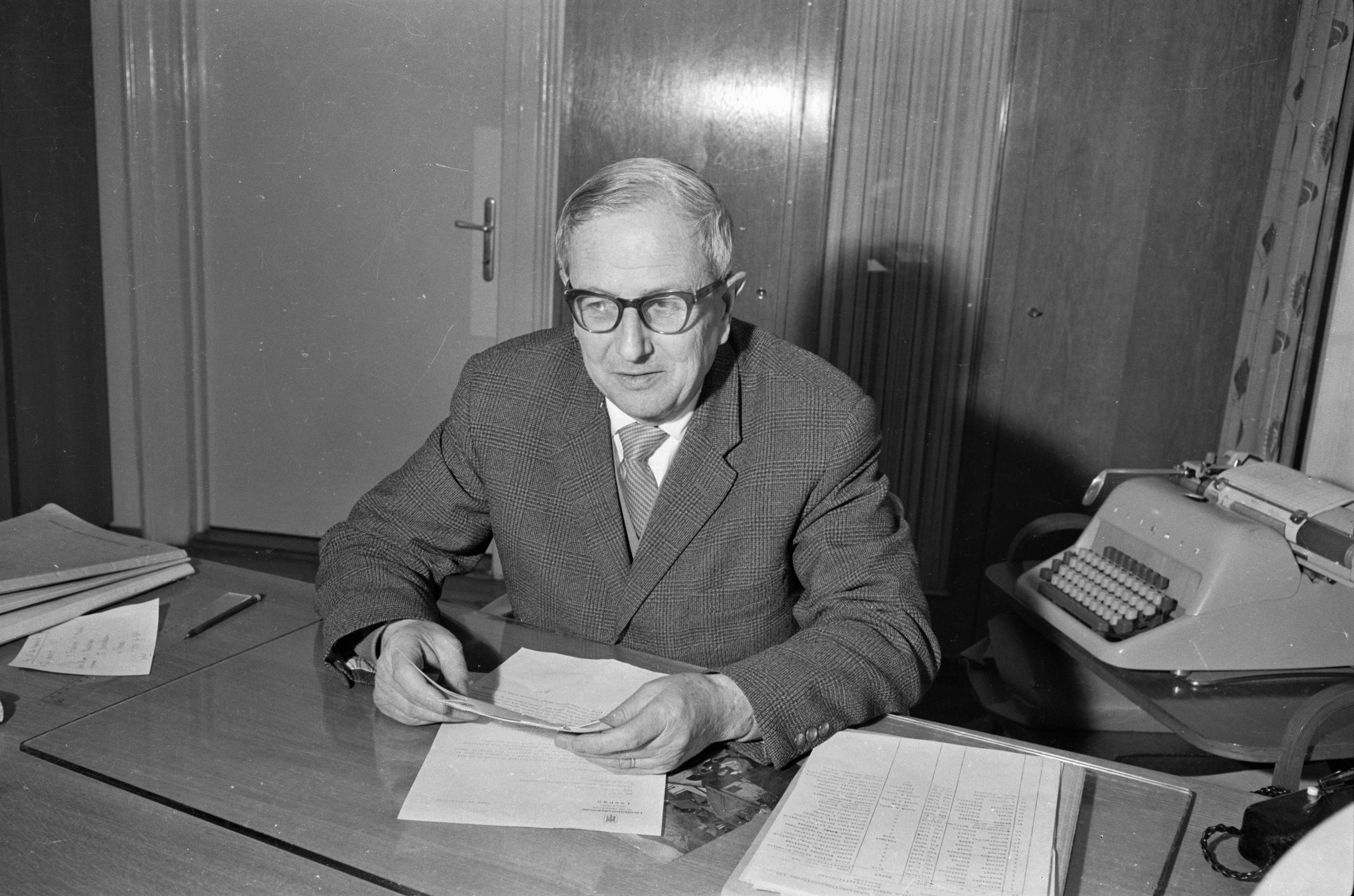
Oswald Schobel als Landesrat (1963)

Oswald Schobel (* 15. Jänner 1901 in Höchst; † 7. März 1980 in Bludenz) war ein österreichischer Politiker (ÖVP) und Lehrer. Schobel war von 1954 bis 1964 als Landesrat Mitglied der Vorarlberger Landesregierung und von 1954 bis 1959 Abgeordneter zum Vorarlberger Landtag.

## Leben und Wirken
Oswald Schobel wurde am 15. Jänner 1901 als Sohn des Bauern Fridolin Schobel und dessen Ehefrau Emma in der Vorarlberger Bodenseegemeinde Höchst geboren. Von 1907 bis 1915 besuchte er zunächst in seiner Heimatgemeinde die Volksschule, ehe er in den Jahren 1915 bis 1919 an der Feldkircher Lehrerbildungsanstalt fortgebildet wurde, wo er im Jahr 1919 auch seine Matura ablegte. Den Einstieg ins Berufsleben machte Schobel dann ab 1919 als Volksschullehrer in den Gemeinden Bartholomäberg, Dünserberg und Dalaas, wobei er nebenamtlich auch als Lehrer an den landwirtschaftlichen Fortbildungsschulen in Bartholomäberg und Dalaas tätig wurde. 1921 wurde ihm nach zweijähriger Lehrzeit das Lehrbefähigungszeugnis für Volksschulen verliehen. Ab 1927 unterrichtete Oswald Schobel als Hauptschullehrer in der Bezirkshauptstadt Bludenz, wo er auch bis 1946 als Lehrer an der gewerblichen Berufsschule tätig war. Hierzu wurde ihm 1928 das Lehrbefähigungszeugnis für Bürgerschulen (Hauptschulen) in den Fächern Naturgeschichte, Mathematik und Pädagogik verliehen. Am 17. Juli 1928 heiratete er Ida Vonbank, mit der er in weiterer Folge vier gemeinsame Kinder hatte.
Im Jahr 1946 wurde Oswald Schobel, der Mitglied des Arbeiter- und Angestelltenbunds der ÖVP war, zum Mitglied der Bludenzer Stadtvertretung gewählt. Noch im selben Jahr, am 31. Oktober, wurde Schobel Direktor der Gewerblichen Berufsschule Bludenz. Im Jahr 1948 wurde er daraufhin Mitglied des Vorarlberger Landesberufsschulrats, zwei Jahre später Mitglied des Landesschulrats. Am 1. November 1952 wurde Schobel schließlich abermals befördert und Inspektor an der Gewerblichen Berufsschule Bludenz, was er bis zu seiner Pensionierung am 31. Dezember 1966 blieb.
Am 29. Oktober 1954 – zwölf Tage nach der Landtagswahl am 17. Oktober – wurde Oswald Schobel sowohl als Abgeordneter zum Vorarlberger Landtag wie auch als Landesrat in der Vorarlberger Landesregierung angelobt. Zunächst oblagen ihm als Landesrat die Ressorts Schule und Kultur, in seiner zweiten Amtszeit ab 1959 dann auch die Kirchlichen Angelegenheiten. Während seiner ersten Amtszeit als Landesrat war er sowohl im Landtag als auch in der Landesregierung vertreten, was sich jedoch mit Antritt seiner zweiten Amtszeit am 18. November 1959 änderte, als er sein Landtagsmandat niederlegte. In der Landesregierung verblieb er schließlich bis zur Angelobung der nachfolgenden Regierung am 28. Oktober 1964, in der der neue Landeshauptmann Herbert Keßler die zuvor von Schobel geführten Ressorts selbst übernahm.